# Episodi de La fantastica signora Maisel (quarta stagione)
La quarta stagione della serie televisiva La fantastica signora Maisel (The Marvelous Mrs. Maisel), composta da 8 episodi, è stata resa disponibile negli Stati Uniti ed in Italia su Prime Video a partire dal 18 febbraio 2022, pubblicato due episodi alla settimana.
| n° | Titolo originale                         | Titolo italiano                                     | Pubblicazione    |
| -- | ---------------------------------------- | --------------------------------------------------- | ---------------- |
| 1  | Rumble on the Wonder Wheel               | Fragore sulla ruota panoramica                      | 18 febbraio 2022 |
| 2  | Billy Jones and the Orgy Lamps           | Billy Jones e la lampada porno                      | 18 febbraio 2022 |
| 3  | Everything Is Bellmore                   | Bellmore è tutto                                    | 25 febbraio 2022 |
| 4  | Interesting People on Christopher Street | Incontri interessanti in Christopher Street         | 25 febbraio 2022 |
| 5  | How to Chew Quietly and Influence People | Come masticare in silenzio e influenzare le persone | 4 marzo 2022     |
| 6  | Maisel vs. Lennon: The Cut Contest       | Maisel vs. Lennon: sfida all'ultima risata          | 4 marzo 2022     |
| 7  | Ethan...Esther...Chaim                   | Ethan...Esther...Chaim                              | 11 marzo 2022    |
| 8  | How Do You Get to Carnegie Hall?         | Come ci arrivi alla Carnegie Hall?                  | 11 marzo 2022    |

## Fragore sulla ruota panoramica
- Titolo originale: Rumble on the Wonder Wheel
- Diretto da: Amy Sherman-Palladino
- Scritto da: Amy Sherman-Palladino

### Trama
Midge deve far fronte alle conseguenze del suo bruciante licenziamento da parte di Shy Baldwin. Si trova infatti delusa per aver gettato via la più grande opportunità della sua carriera ed anche in difficoltà con l'ex suocero a cui deve risarcire un debito importante.
A complicare la situazione c'è anche la scellerata gestione delle finanze della comica da parte della manager Susie, che ha perso tutti i risparmi di Midge con le scommesse. In suo aiuto giunge Joel, che sta avendo un ottimo successo al club, e che  accetta di aiutare Susie poiché da sempre affezionato alla ex moglie. Midge si confronta con la famiglia ed accetta la sua situazione, comunicando a Susie di aver deciso di essere sempre se stessa sul palco, poiché i suoi migliori spettacoli fino ad allora (compreso quello all'Apollo) sono stati quelli in cui parlava a ruota libera, usando il flusso di coscienza.
- Guest star: Domenick Lombardozzi (Mr. Bartosiewicz)

## Billy Jones e la lampada porno
- Titolo originale: Billy Jones and the Orgy Lamps
- Diretto da: Daniel Palladino
- Scritto da: Daniel Palladino

### Trama
Midge invita i suoi genitori a vivere con lei nell'appartamento che ha comprato. Tuttavia si trova presto in difficoltà per la convivenza e non si dà pace a causa dei problemi economici che non riesce a risolvere.
Susie cerca di scaricare Sophie Lennon senza successo ma riesce ad ottenere i soldi dalla compagnia assicurativa grazie alla sorella.
Abe inizia a lavorare al The Village Voice, trovando grandi soddisfazioni nonostante uno stipendio basso.
Midge e Susie escono per la città e la comica viene di nuovo arrestata dopo essere stata cacciata da un locale che non le permetteva di esibirsi.
Nonostante questa brutta esperienza e le difficoltà a trovare luoghi adatti dove poter parlare liberamente, dopo una chiacchierata con il padre, Midge capisce di voler proseguire ad esprimere la sua arte, nonostante tutto.

## Bellmore è tutto
- Titolo originale: Everything Is Bellmore
- Diretto da: Daniel Palladino
- Scritto da: Daniel Palladino e Amy Sherman-Palladino

### Trama
Midge viene assunta come presentatrice/comica presso un locale di spogliarelliste. Qui incontra Lenny Bruce che la provoca mentre è sul palco per aiutarla a mantenere la concentrazione durante le esibizioni davanti ad un pubblico diverso da quello a cui è abituata.
Intanto Rose continua a concludere buoni affari come organizzatrice di matrimoni, mente Abe scrive una recensione negativa sullo spettacolo di un giovane ragazzo che andava in vacanza con lui sulle Catskill, inimicandosi la comunità. Per di più alcune dichiarazioni sul suo passato da anarchico attirano l'attenzione dell'FBI.
Susie deve fare i conti con la morte improvvisa di Jacopo “Jackie” Dellapietra, suo coinquilino e collega del Gaslight. In preda al dolore e al rimpianto di non essere stata una sua vera amica, si rende conto di essergli stata accanto per tanto tempo ma di non sapere quasi nulla di lui. Quando al funerale si presentano soltanto quattro persone, Susie prende la foto commemorativa di Jackie e si imbuca nella sala adiacente dove sta per essere svolta la cerimonia funebre di una donna a lei 
sconosciuta. "Non posso parlare di lui in una sala vuota, non è così che dovrebbe andare" dice in un elogio funebre emozionante, e giura che si prenderà cura di altre persone come luì, che aveva ricevuto una medaglia all'onore e non ne aveva mai parlato.
- Guest star: Jason Alexander (Asher Friedman)
- L'episodio è dedicato a Brian Tarantina, che nella serie interpreta Jackie, amico e collega di Susie al Gaslight Cafe, morto il 2 novembre 2019 per un'overdose. La sigla di coda è il brano People Who Die, del gruppo The Jim Carroll Band.

## Incontri interessanti in Christopher Street
- Titolo originale: Interesting People on Christopher Street
- Diretto da: Amy Sherman-Palladino
- Scritto da: Daniel Palladino e Amy Sherman-Palladino

### Trama
Susie trova un nuovo appartamento molto spazioso e decide di renderlo una casa-ufficio, dando vita alla prima sede ufficiale del suo studio di management. La prima cliente è Sophie Lennon, ormai abbandonata da tutti e ai margini del mondo dello spettacolo, che le chiede aiuto. La manager accetta. Intanto Abe ed il suo amico Asher vengono interrogati dall'FBI uscendone senza conseguenze. Midge continua a lavorare al locale e Joel le fa notare che questo è un passo indietro nella sua carriera.
- Guest star: John Waters (Lazarus), Jason Alexander (Asher Friedman)

## Come masticare in silenzio e influenzare le persone
- Titolo originale: How to Chew Quietly and Influence People
- Diretto da: Scott Ellis
- Scritto da: Kate Fodor

### Trama
Susie è alla ricerca di una segretaria capace per il suo nuovo ufficio. Intanto Rose viene contatta da un facoltoso uomo d'affari, padre di due ragazze nubili a cui vuole assolutamente trovare un marito. Rose teme che il lavoro di sua figlia possa portare dei problemi alla sua carriera, in quanto l'uomo pretende discrezione. Intanto Midge riceve l'invito al matrimonio di Shy Baldwin. Qui si confronta con il suo ex datore di lavoro, chiudendo la ferita aperta che la tormentava fin dal licenziamento. Sophie Lennon viene intervistata in un prestigioso show, riuscendo a superare i suoi recenti problemi ed aprendo uno spiraglio sul futuro della sua carriera.
- Altri interpreti: Josh A. Dawson (Harry Belafonte)

## Maisel vs. Lennon: sfida all'ultima risata
- Titolo originale: Maisel vs. Lennon: The Cut Contest
- Diretto da: Amy Sherman-Palladino
- Scritto da: Daniel Palladino e Amy Sherman-Palladino

### Trama
Midge viene invitata allo show di Sophie Lennon. Seppur titubante visti i trascorsi fra le due, alla fine accetta, anche in virtù della cospicua paga promessa che le permetterebbe di appianare i debiti contratti con il suocero. Tuttavia alla prima apparizione nello show Sophie Lennon la sfida a suon di battute poiché invidiosa delle doti della giovane comica. Alla fine dopo una serie di attacchi personali reciproci fra le due lo show viene interrotto.
Rose viene intimidita da alcune colleghe che temono di perdere i loro clienti visto il talento della donna nella professione. Intanto Mei dice a Joel di essere incinta. Susie cerca di far esibire il suo nuovo cliente (un giovane mago) nel locale di Joel. Il mago non si presenta, ma Susie è convinta del suo talento e cerca di procurargli una seconda occasione.

## Ethan...Esther...Chaim
- Titolo originale: Ethan...Esther...Chaim
- Diretto da: Daniel Palladino
- Scritto da: Daniel Palladino

### Trama
Susie grazie alla nuova segretaria riesce a scovare un nuovo talentuoso comico di nome James, mentre il mago Alfie debutta con uno spettacolo di successo.
Midge conosce un uomo e ci va a letto per poi scoprire che è sposato. Usa questo espediente per far divertire un gruppo di ricche signore che sostengono il candidato presidente Kennedy, facendo però una gaffe in quanto Jackie Kennedy, presente alla serata, si mette a piangere. Intanto Rose decide di lasciare il suo lavoro ma la figlia le dice di non mollare. Joel racconta tutta la verità sulla sua fidanzata al padre che ha un malore subito dopo.

## Come ci arrivi alla Carnegie Hall?
- Titolo originale: How Do You Get to Carnegie Hall?
- Diretto da: Amy Sherman-Palladino
- Scritto da: Amy Sherman-Palladino

### Trama
Midge scappa da una retata della polizia al locale in cui si esibisce insieme a Lenny. I due finiscono poi a letto. Intanto il padre di Joel si riprende. Abe decide di sostenere la moglie con tutte le sue forze e la incoraggia a proseguire la sua carriera.
Midge assiste alla grandiosa esibizione di Lenny Bruce alla Carnegie Hall. In un successivo confronto fra i due, Lenny dice a Midge di smetterla di nascondersi e tornare ad esibirsi per non gettare via il suo talento di comica. La ragazza, rientrando a casa sotto una tormenta di neve, si ferma ad osservare il cartellone pubblicitario del Gordon Ford Show.